# Анти-Клінга тема
Те́ма анти-Клінга — тема в шаховій композиції в багатоходових задачах. Суть теми — після вступного ходу виникає загроза, від якої чорні захищаються, створюючи передумови для проходження теми Клінга, але білі перешкоджають реалізації цього захисту чорних.

## Історія
Ця ідея походить від базової теми Клінга, в якій реалізовується захист в хибному сліді. А в ідеї, яка дістала назву — тема анти-Клінга, чорні намагаються захиститися від загрози в дійсній грі, використовуючи маневр фігури для створення патової позиції, як в темі Клінга. Білі перешкоджають реалізації захисту чорних і домагаються мети.
|   | a | b | c | d | e | f | g | h |   |
| 8 | c8 чорний король · c7 білий слон · b6 білий пішак · g5 білий король · d4 біла тура · e3 білий кінь · f3 чорний слон | c8 чорний король · c7 білий слон · b6 білий пішак · g5 білий король · d4 біла тура · e3 білий кінь · f3 чорний слон | c8 чорний король · c7 білий слон · b6 білий пішак · g5 білий король · d4 біла тура · e3 білий кінь · f3 чорний слон | c8 чорний король · c7 білий слон · b6 білий пішак · g5 білий король · d4 біла тура · e3 білий кінь · f3 чорний слон | c8 чорний король · c7 білий слон · b6 білий пішак · g5 білий король · d4 біла тура · e3 білий кінь · f3 чорний слон | c8 чорний король · c7 білий слон · b6 білий пішак · g5 білий король · d4 біла тура · e3 білий кінь · f3 чорний слон | c8 чорний король · c7 білий слон · b6 білий пішак · g5 білий король · d4 біла тура · e3 білий кінь · f3 чорний слон | c8 чорний король · c7 білий слон · b6 білий пішак · g5 білий король · d4 біла тура · e3 білий кінь · f3 чорний слон | 8 |
| 7 | c8 чорний король · c7 білий слон · b6 білий пішак · g5 білий король · d4 біла тура · e3 білий кінь · f3 чорний слон | c8 чорний король · c7 білий слон · b6 білий пішак · g5 білий король · d4 біла тура · e3 білий кінь · f3 чорний слон | c8 чорний король · c7 білий слон · b6 білий пішак · g5 білий король · d4 біла тура · e3 білий кінь · f3 чорний слон | c8 чорний король · c7 білий слон · b6 білий пішак · g5 білий король · d4 біла тура · e3 білий кінь · f3 чорний слон | c8 чорний король · c7 білий слон · b6 білий пішак · g5 білий король · d4 біла тура · e3 білий кінь · f3 чорний слон | c8 чорний король · c7 білий слон · b6 білий пішак · g5 білий король · d4 біла тура · e3 білий кінь · f3 чорний слон | c8 чорний король · c7 білий слон · b6 білий пішак · g5 білий король · d4 біла тура · e3 білий кінь · f3 чорний слон | c8 чорний король · c7 білий слон · b6 білий пішак · g5 білий король · d4 біла тура · e3 білий кінь · f3 чорний слон | 7 |
| 6 | c8 чорний король · c7 білий слон · b6 білий пішак · g5 білий король · d4 біла тура · e3 білий кінь · f3 чорний слон | c8 чорний король · c7 білий слон · b6 білий пішак · g5 білий король · d4 біла тура · e3 білий кінь · f3 чорний слон | c8 чорний король · c7 білий слон · b6 білий пішак · g5 білий король · d4 біла тура · e3 білий кінь · f3 чорний слон | c8 чорний король · c7 білий слон · b6 білий пішак · g5 білий король · d4 біла тура · e3 білий кінь · f3 чорний слон | c8 чорний король · c7 білий слон · b6 білий пішак · g5 білий король · d4 біла тура · e3 білий кінь · f3 чорний слон | c8 чорний король · c7 білий слон · b6 білий пішак · g5 білий король · d4 біла тура · e3 білий кінь · f3 чорний слон | c8 чорний король · c7 білий слон · b6 білий пішак · g5 білий король · d4 біла тура · e3 білий кінь · f3 чорний слон | c8 чорний король · c7 білий слон · b6 білий пішак · g5 білий король · d4 біла тура · e3 білий кінь · f3 чорний слон | 6 |
| 5 | c8 чорний король · c7 білий слон · b6 білий пішак · g5 білий король · d4 біла тура · e3 білий кінь · f3 чорний слон | c8 чорний король · c7 білий слон · b6 білий пішак · g5 білий король · d4 біла тура · e3 білий кінь · f3 чорний слон | c8 чорний король · c7 білий слон · b6 білий пішак · g5 білий король · d4 біла тура · e3 білий кінь · f3 чорний слон | c8 чорний король · c7 білий слон · b6 білий пішак · g5 білий король · d4 біла тура · e3 білий кінь · f3 чорний слон | c8 чорний король · c7 білий слон · b6 білий пішак · g5 білий король · d4 біла тура · e3 білий кінь · f3 чорний слон | c8 чорний король · c7 білий слон · b6 білий пішак · g5 білий король · d4 біла тура · e3 білий кінь · f3 чорний слон | c8 чорний король · c7 білий слон · b6 білий пішак · g5 білий король · d4 біла тура · e3 білий кінь · f3 чорний слон | c8 чорний король · c7 білий слон · b6 білий пішак · g5 білий король · d4 біла тура · e3 білий кінь · f3 чорний слон | 5 |
| 4 | c8 чорний король · c7 білий слон · b6 білий пішак · g5 білий король · d4 біла тура · e3 білий кінь · f3 чорний слон | c8 чорний король · c7 білий слон · b6 білий пішак · g5 білий король · d4 біла тура · e3 білий кінь · f3 чорний слон | c8 чорний король · c7 білий слон · b6 білий пішак · g5 білий король · d4 біла тура · e3 білий кінь · f3 чорний слон | c8 чорний король · c7 білий слон · b6 білий пішак · g5 білий король · d4 біла тура · e3 білий кінь · f3 чорний слон | c8 чорний король · c7 білий слон · b6 білий пішак · g5 білий король · d4 біла тура · e3 білий кінь · f3 чорний слон | c8 чорний король · c7 білий слон · b6 білий пішак · g5 білий король · d4 біла тура · e3 білий кінь · f3 чорний слон | c8 чорний король · c7 білий слон · b6 білий пішак · g5 білий король · d4 біла тура · e3 білий кінь · f3 чорний слон | c8 чорний король · c7 білий слон · b6 білий пішак · g5 білий король · d4 біла тура · e3 білий кінь · f3 чорний слон | 4 |
| 3 | c8 чорний король · c7 білий слон · b6 білий пішак · g5 білий король · d4 біла тура · e3 білий кінь · f3 чорний слон | c8 чорний король · c7 білий слон · b6 білий пішак · g5 білий король · d4 біла тура · e3 білий кінь · f3 чорний слон | c8 чорний король · c7 білий слон · b6 білий пішак · g5 білий король · d4 біла тура · e3 білий кінь · f3 чорний слон | c8 чорний король · c7 білий слон · b6 білий пішак · g5 білий король · d4 біла тура · e3 білий кінь · f3 чорний слон | c8 чорний король · c7 білий слон · b6 білий пішак · g5 білий король · d4 біла тура · e3 білий кінь · f3 чорний слон | c8 чорний король · c7 білий слон · b6 білий пішак · g5 білий король · d4 біла тура · e3 білий кінь · f3 чорний слон | c8 чорний король · c7 білий слон · b6 білий пішак · g5 білий король · d4 біла тура · e3 білий кінь · f3 чорний слон | c8 чорний король · c7 білий слон · b6 білий пішак · g5 білий король · d4 біла тура · e3 білий кінь · f3 чорний слон | 3 |
| 2 | c8 чорний король · c7 білий слон · b6 білий пішак · g5 білий король · d4 біла тура · e3 білий кінь · f3 чорний слон | c8 чорний король · c7 білий слон · b6 білий пішак · g5 білий король · d4 біла тура · e3 білий кінь · f3 чорний слон | c8 чорний король · c7 білий слон · b6 білий пішак · g5 білий король · d4 біла тура · e3 білий кінь · f3 чорний слон | c8 чорний король · c7 білий слон · b6 білий пішак · g5 білий король · d4 біла тура · e3 білий кінь · f3 чорний слон | c8 чорний король · c7 білий слон · b6 білий пішак · g5 білий король · d4 біла тура · e3 білий кінь · f3 чорний слон | c8 чорний король · c7 білий слон · b6 білий пішак · g5 білий король · d4 біла тура · e3 білий кінь · f3 чорний слон | c8 чорний король · c7 білий слон · b6 білий пішак · g5 білий король · d4 біла тура · e3 білий кінь · f3 чорний слон | c8 чорний король · c7 білий слон · b6 білий пішак · g5 білий король · d4 біла тура · e3 білий кінь · f3 чорний слон | 2 |
| 1 | c8 чорний король · c7 білий слон · b6 білий пішак · g5 білий король · d4 біла тура · e3 білий кінь · f3 чорний слон | c8 чорний король · c7 білий слон · b6 білий пішак · g5 білий король · d4 біла тура · e3 білий кінь · f3 чорний слон | c8 чорний король · c7 білий слон · b6 білий пішак · g5 білий король · d4 біла тура · e3 білий кінь · f3 чорний слон | c8 чорний король · c7 білий слон · b6 білий пішак · g5 білий король · d4 біла тура · e3 білий кінь · f3 чорний слон | c8 чорний король · c7 білий слон · b6 білий пішак · g5 білий король · d4 біла тура · e3 білий кінь · f3 чорний слон | c8 чорний король · c7 білий слон · b6 білий пішак · g5 білий король · d4 біла тура · e3 білий кінь · f3 чорний слон | c8 чорний король · c7 білий слон · b6 білий пішак · g5 білий король · d4 біла тура · e3 білий кінь · f3 чорний слон | c8 чорний король · c7 білий слон · b6 білий пішак · g5 білий король · d4 біла тура · e3 білий кінь · f3 чорний слон | 1 |
|   | a | b | c | d | e | f | g | h |   |

FEN: 2k5/2B5/1P6/6K1/3R4/4Nb2/8/8

1. Sc2! ~ 2. Rd8! ~ 3. Sb4 ~ 4. Rb8#
1. ... Ba8! 2. Rd6! ~ Zz (2. Rd8+? Kb7! 3. Sb4?? — пат)
              2. ... Bc6 3. Rd8+ Kb7 4. Sb4 ~ 5. Rb8#
 Після вступного ходу білих виникає загроза і чорні намагаються захиститись використовуючи маневр, як в темі Клінга, йдучи слоном на поле «а8». Якщо біла тура зробить хід, як в загрозі, на поле «d8», виникне пат. Біла тура робить вдалий хід «d6» і наступними ходами білі досягають мети.